# Właściwość chemiczna
Właściwość chemiczna – cecha substancji, którą można zaobserwować podczas reakcji chemicznej. Przykłady właściwości chemicznych to toksyczność, palność czy reaktywność. Właściwość chemiczna stanowi kontrast dla właściwości fizycznej.